# Longitarsus codinai
Longitarsus codinai é uma espécie de insetos coleópteros polífagos pertencente à família Chrysomelidae.
A autoridade científica da espécie é Madar & Madar, tendo sido descrita no ano de 1965.
Trata-se de uma espécie presente no território português.